# موجانغ
موجانج ستوديوز (بالإنجليزية: Mojang Studios) هي شركة سويدية متخصصة في تطوير ألعاب الفيديو ، تأسست عام 2009 ويقع مقرها في ستوكهولم. تم تأسيسها عن طريق ماركوس بيرسون من أشهر ألعابها ماين كرافت (صدرت في 2011)، والتي تعد لعبة الفيديو الأكثر مبيعًا.
في نوفمبر 2014، أصبحت شركة موجانج جزءًا من مايكروسوفت ستوديوز (المعروفة الآن باسم إكس بوكس جيم ستوديوز) بصفقة إستحواد 2.5 مليار دولار.

## من ألعابها
- ماينكرافت
- COBALT
- coblat wasd
- Caller's Bane (SCROLLS)
- Crown and Council
- Minecraft dungeon
- Minecraft Earth
- Minecraft Legends
- Minecraft: Education Edition